# Senegalia multipinnata
Senegalia multipinnata là một loài thực vật có hoa trong họ Đậu. Loài này được (Ducke) Seigler & Ebinger mô tả khoa học đầu tiên năm 2006.